# En saga
En saga op. 9 (en finnois : Satu; en suédois : En saga) est un poème symphonique écrit par Jean Sibelius durant l'hiver 1892 et révisé en 1901.

## Historique
Au printemps 1892, Robert Kajanus rappela à Sibelius que les effectifs orchestraux nécessaires pour jouer Kullervo limitaient les possibilités de monter la pièce. Il espérait maintenant que le compositeur écrirait une petite œuvre orchestrale qui pourrait être exécutée de manière plus fréquente.
Sibelius commença effectivement à travailler sur une nouvelle composition orchestrale. À Vienne en 1891, il avait déjà planifié la composition d'un octuor ou d'un septuor et plus tard, il travailla sur Scène de Ballet no 2. Il est possible que la nouvelle œuvre orchestrale ait commencé à prendre forme à partir du matériau tiré de ces projets. Sibelius écrivit En saga à Monola House près de Lieksa, immédiatement après son mariage. La composition fut interrompue en 1892, quand il partit recueillir des poèmes et des chansons traditionnelles. Il la poursuivit dans le premier appartement familial à Helsinki à l'automne 1892 et la termina en décembre.
En Saga en définitive n'est pas une petite œuvre. Dans sa version originale, c'est un poème symphonique de grande envergure durant plus de vingt minutes. Les musiciens de l'orchestre de Kajanus trouvèrent l'œuvre aussi incompréhensible que Kullervo et certains membres de l'orchestre étaient partisans de la refuser. Cette opposition était inacceptable pour Kajanus, et l'œuvre fut jouée par l'Orchestre philharmonique d'Helsinki le 16 février 1893. Sibelius dirigea En saga lui-même, alors que Kajanus prit la baguette pour le reste du programme. La réception fut très différente de celle de Kullervo ; beaucoup de gens se demandaient ce qu'était vraiment En saga. Sibelius n'a jamais expliqué le programme de sa composition.
Près de dix ans plus tard, et peu après la création de sa Symphonie no 2, Ferruccio Busoni demanda au compositeur de diriger à nouveau son œuvre qui fut remaniée profondément à cette occasion, devenant la version définitive. La nouvelle première eut lieu le 2 novembre 1902 à Helsinki sous la direction de Kajanus.
La première version de En saga comportait un interlude lent, à la manière des poèmes symphoniques de Liszt ou même de Richard Strauss. La version de 1902 retenue aujourd'hui est nettement plus convaincante et puissante. En saga est épique et mystérieuse ; quoique Sibelius ait toujours insisté sur l'absence de source littéraire pour son poème symphonique, la mer ne semble jamais très loin. L'on remarquera le premier thème, confié à l'alto solo, ainsi que les moments très expressifs où la clarinette chante en fin de morceau.
Les deux versions d'En saga ont été publiées par Breitkopf & Härtel. En 2003, Gregory Barrett a tenté une reconstruction de la version présumée pour septuor.

## Orchestration
| Instrumentation de En Saga                                           |
| Cordes                                                               |
| premiers violons, seconds violons, altos, violoncelles, contrebasses |
| Bois                                                                 |
| 2 flûtes, 2 hautbois, 2 clarinettes en si et en la, 2 bassons        |
| Cuivres                                                              |
| 4 cors en fa, 3 trompettes en fa, 3 trombones Tuba                   |
| Percussions                                                          |
| grosse caisse, triangle, cymbales                                    |